# Українське видавництво «Дніпрова хвиля» у Мюнхені
Українське Видавництво «Дніпрова хвиля» у Мюнхені — видавничий дім, заснований у 1954 році Олексою Вінтоняком та його однодумцями з організації ОУН, під впливом С. Бандери.

## Доробок
Видавало:
- тижневик «Шлях перемоги»,
- «Бібліотеку українського підпільника» (БУП: збірка документів ОУН, УПА, УГВР і АБН; до 1981 — 13 томів),
- політичні, наукові твори, серед інших
  - «Russischer Kolonialismus in der Ukraine»,
  - «Московські вбивці Бандери перед судом» (редактор — Д. Чайковський),
  - «Перспективи української національної революції» С. Бандери,
  - «Нарис історії ОУН» П. Мірчука,
  - «Історія України» (І — II) Н. Полонської-Василенко,
  - «Звичаї нашого народу» (І — II) О. Воропая;
  - «Мала українська музична енциклопедія» (упор. О. Залеський)
- перевидано «Мої спомини про недавнє минуле» Д. Дорошенка;
- літературні твори О. Бердника, Р. Єндика, Ю. Тиса, В. Вовк, О. Мак, Л. Храпливої, П. Кізка та інших.

## Інше
Видавництво має власний дім і друкарню.
Архівні документи видавництва є у Архів Українського Вільного університету в Мюнхені.